# Popůvky, Brno-venkov
Popůvky là một làng thuộc huyện Brno-venkov, vùng Jihomoravský, Cộng hòa Séc.